# Sporting Villanueva Promesas
Lo Sporting Villanueva Promesas è una società calcistica con sede a Villanueva del Fresno, in Estremadura, in Spagna. 
Gioca nella Segunda División B, la terza serie del campionato spagnolo.
Fondata nel 1993, gioca le partite interne nello stadio Municipal de Villanueva del Fresno, con capienza di 3.000 posti.

## Tornei nazionali
- 2ª División: 0 stagioni
- 2ª División B: 1 stagioni
- 3ª División: 8 stagioni

## Stagioni
| Stagione | Categoria | Posizione |
| -------- | --------- | --------- |
| 1993–03  | Cat. reg. | —         |
| 2003/04  | 3ª        | 8°        |
| 2004/05  | 3ª        | 6°        |
| 2005/06  | 3ª        | 4°        |
| 2006/07  | 3ª        | 6°        |
| 2007/08  | 3ª        | 7°        |
| 2008/09  | 3ª        | 12°       |
| 2009/10  | 3ª        | 6°        |
| 2010/11  | 3ª        | 2°        |
| 2011/12  | 2ªB       | —         |

## Palmarès

### Altri piazzamenti
- Tercera División:

Secondo posto: 2010-2011